# Sunset Limited
Sunset Limited (titolo originale The Sunset Limited: A Novel in Dramatic Form) è un testo teatrale scritto dall'autore americano Cormac McCarthy. Il Teatro Steppenwolf di Chicago ha messo per primo in scena l'opera il 18 maggio 2006.
In Italia è stato rappresentato all'Arena del Sole di Bologna con la regia di Andrea Adriatico il 19 novembre 2010. Una nuova versione con la regia di Fabio Sonzogni è stata messa in scena a partire dal 15 gennaio 2013, presso il Teatro Sala Fontana di Milano, produzione Elsinor.

## Trama
Il testo presenta solamente due personaggi, dei quali non si conoscono i nomi (vengono identificati come "Bianco" e "Nero", in riferimento al colore della loro pelle). Il "Nero" è un ex-carcerato cristiano evangelico, mentre il "Bianco" è un professore ateo. Tutta l'azione si svolge nel modesto appartamento del "Nero", situato a New York, dove i due personaggi si recano dopo il loro primo incontro. Dal dialogo fra "Bianco" e "Nero" scopriamo che si erano incontrati per la prima volta poche ore prima in una stazione, dove il "Nero" aveva evitato che il "Bianco" si suicidasse buttandosi sotto un treno di passaggio. I due personaggi cominciano quindi a dibattere sul significato della sofferenza umana, sull'esistenza di Dio e sul suicidio.

## Adattamenti
Da quest'opera fu realizzato, nel 2011, un film televisivo omonimo, scritto dallo stesso McCarthy, diretto da Tommy Lee Jones e interpretato da Jones stesso (nel ruolo del bianco) e da Samuel L. Jackson (nel ruolo del nero).

## Edizioni italiane
- Sunset Limited, traduzione di Martina Testa, Collana L'Arcipelago, Torino, Einaudi, 2008,  p. 119, ISBN 978-88-06-19217-4. - Collana ET Scrittori, Einaudi, 2010-2023, ISBN 978-88-062-3350-1.